# Tacunoko Pro
Tacunoko Pro (japonsky 株式会社タツノコプロ, Kabušiki gaiša Tacunoko Puro, v Hepburnově přepisu Tatsunoko Pro) je japonské animační studio, které v roce 1962 založili bratři Tacuo, Kendži a Tojoharu (známější spíše pod pseudonymem Ippei Kuri) Jošidovi pod názvem Tacunoko Production (japonsky 株式会社竜の子プロダクション, Kabušiki gaiša Tacunoko Purodakušon, v Hepburnově přepisu Tatsunoko Production). Název studia má dvojí význam: jednak může znamenat „Tacuovo dítě“ (Tacu je přezdívka Tacua Jošidy) a jednak „mořský koník“, které má studio ve svém logu. Současný název nese studio od 4. března 2013, kdy zároveň přestěhovalo i své sídlo z Kokubundži do Musašino.